# Daniel Janin
 (octobre 2008).
Si vous disposez d'ouvrages ou d'articles de référence ou si vous connaissez des sites web de qualité traitant du thème abordé ici, merci de compléter l'article en donnant les références utiles à sa vérifiabilité et en les liant à la section « Notes et références ».
Daniel Janin est un compositeur et musicien autodidacte français né le 12 août 1931 à Paris et mort le 10 mai 2010 à Lège-Cap-Ferret.

## Biographie
Né dans une famille de musiciens, Daniel Janin découvre pendant l'Occupation allemande le jazz à la radio[évasif].
En 1957, Jean Nohain l'engage pour son premier contrat comme vibraphoniste sur une tournée avec Sim et le trio Raisner.
En 1958, Daniel Janin est engagé comme arrangeur musical et commence à fréquenter les studios d’enregistrement.
En septembre 1961, après l'avoir vu à l'Olympia avec son « big band » de dix-sept jeunes musiciens professionnels, Bruno Coquatrix l'engage pour trois semaines consacrées à Johnny Hallyday.
Daniel Janin reste finalement trois années avec son orchestre chez Coquatrix, où il accompagne plusieurs artistes nationaux et internationaux : Jacques Brel, Gilbert Bécaud, Dalida, Marlène Dietrich... En 1964 il joue en première partie à l'Olympia où se produisent The Beatles en deuxième partie.
Après avoir écrit pour le grand orchestre de la radio-télévision Suisse romande et accompagné Georges Ulmer en Suède et en Norvège, il devient en 1975 responsable musical et arrangeur du grand cirque Knie en Suisse.  Il travaille avec la famille Bouglione, puis avec Alexis Grüss.
Avec son orchestre « Big-band », il anime dans les années 1990 au Cirque d'Hiver à Paris les spéciales cirque de l'émission de télévision Sacrée Soirée, présentée par Jean-Pierre Foucault.

## Discographie
Avec Jean-Claude Pierric, il a réalisé une cinquantaine d'albums.[pas clair]
- 1962 : Olympia 1961
- Jazz Funk
- J.J Vital